# Hicham Belkaroui
Hicham Belkaroui (ur. 24 sierpnia 1990 w Oranie) – algierski piłkarz grający na pozycji lewego obrońcy. Od 2017 jest zawodnikiem klubu Moreirense FC.

## Kariera piłkarska
Swoją karierę piłkarską Belkaroui rozpoczął w klubie ASM Oran. W 2010 roku zadebiutował w nim w drugiej lidze algierskiej. W klubie z Oranu spędził półtora roku. W 2012 roku przeszedł do WA Tlemcen. 10 września 2011 zaliczył w nim swój debiut w algierskiej Première Division w zremisowanym 1:1 domowym meczu z AS Khroub. W WA Tlemcen grał do końca sezonu 2011/2012.
Latem 2012 roku Belkaroui przeszedł do USM El Harrach. Swój debiut w nim zaliczył 15 września 2012 w zwycięskim 1:0 domowym meczu z JS Kabylie. Z zespołem USM El Harrach wywalczył wicemistrzostwo Algierii w sezonie 2012/2013.
W 2013 roku Belkaroui został piłkarzem tunezyjskiego Club Africain Tunis. Zadebiutował w nim 14 sierpnia 2014 w wygranym 1:0 wyjazdowym spotkaniu z ES Métlaoui. W sezonie 2014/2015 został z Club Africain mistrzem Tunezji.
Na początku 2016 roku Belkaroui przeszedł do portugalskiego CD Nacional. W pierwszej lidze portugalskiej zadebiutował 13 lutego 2016 w przegranym 0:4 domowym meczu ze Sportingiem. W Nacionalu spędził pół roku.
Latem 2016 Belkaroui został piłkarzem klubu Espérance Tunis, a w 2017 - Moreirense FC.
| Sezon   | Klub                | Kraj       | Rozgrywki              | Mecze | Gole |
| ------- | ------------------- | ---------- | ---------------------- | ----- | ---- |
| 2010/11 | ASM Oran            | Algieria   | Championnat National 2 | ?     | ?    |
| 2011/12 | ASM Oran            | Algieria   | Championnat National 2 | ?     | ?    |
| 2011/12 | WA Tlemcen          | Algieria   | Première Division      | 17    | 1    |
| 2012/13 | USM El Harrach      | Algieria   | Première Division      | 28    | 3    |
| 2013/14 | USM El Harrach      | Algieria   | Première Division      | 19    | 2    |
| 2014/15 | Club Africain Tunis | Tunezja    | CLP-1                  | 21    | 0    |
| 2015/16 | Club Africain Tunis | Tunezja    | CLP-1                  | 8     | 1    |
| 2015/16 | CD Nacional         | Portugalia | Primeira Liga          | 10    | 0    |
| 2016/17 | Espérance Tunis     | Tunezja    | CLP-1                  | 11    | 0    |
| 2017/18 | Moreirense FC       | Portugalia | Primeira Liga          | 16    | 0    |

## Kariera reprezentacyjna
W reprezentacji Algierii Belharoui zadebiutował 25 marca 2013 roku w wygranym 1:0 towarzyskim meczu z Mauretanią.